# Église Sainte-Barbe de Bully-les-Mines
L'église Sainte-Barbe est une église catholique disparue de Bully-les-Mines dans le Pas-de-Calais. Elle a été détruite en 1982.

## Histoire

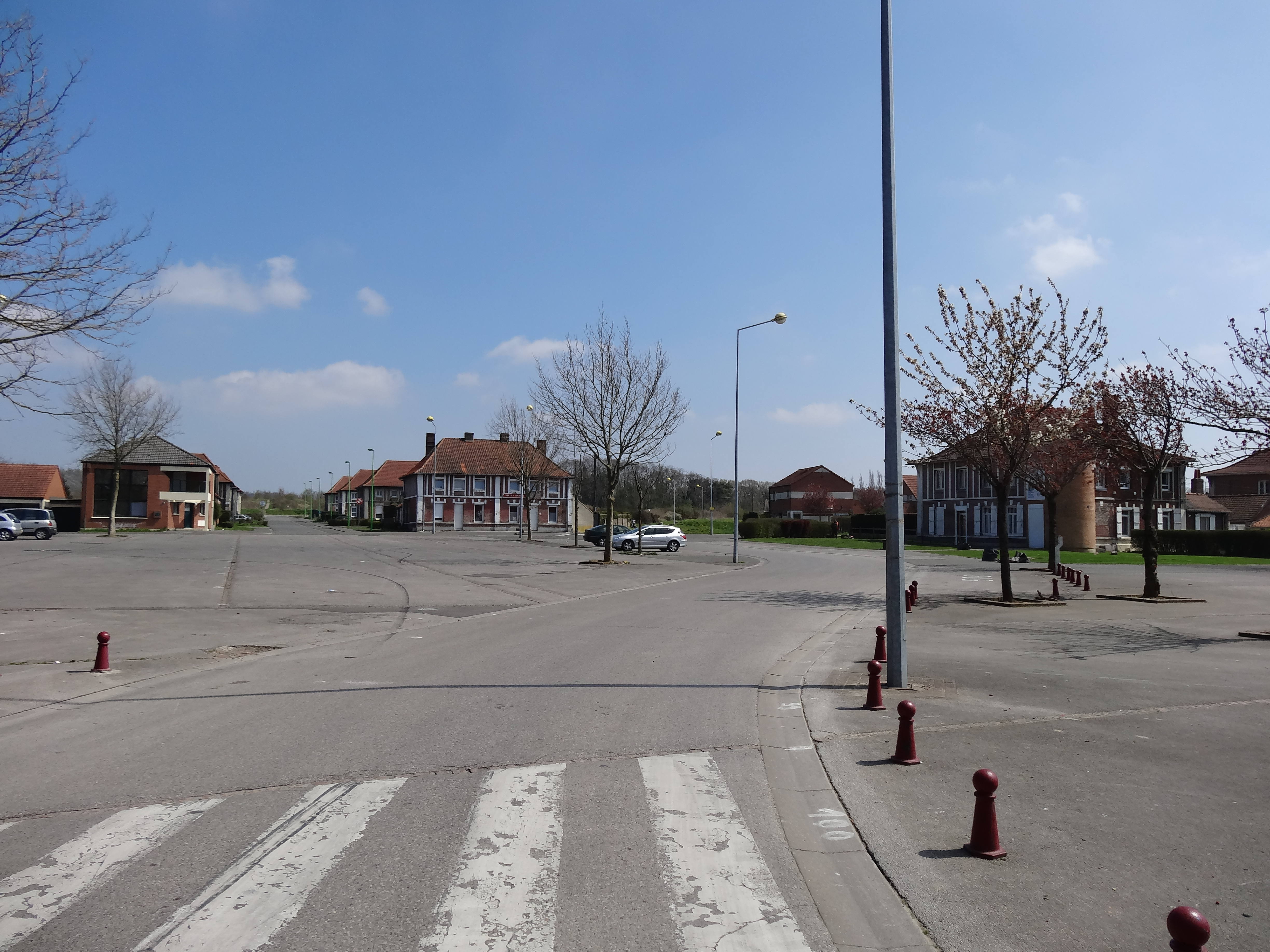
Le site de l'église en avril 2013.

Une première petite chapelle est construite pour les nouveaux ouvriers de la mine en 1861. La Compagnie des mines de Béthune fait construire une grande église néo-gothique en 1875, après l'ouverture de la fosse no 6, d'après les plans de l'architecte Duhayon, dans la cité des Brebis, donnant sur l'actuelle place de la Marne. Elle est consacrée à sainte Barbe, patronne des mineurs, par Mgr Lequette. Un beau presbytère est également construit. La cloche est bénie en novembre 1875 et plus tard une haute flèche s'élance au dessus de la façade.
L'église est touchée par cinq obus pendant la guerre de 1914-1918, mais elle reste debout.
Elle est rénovée et rouverte au culte en 1921.
Avec la baisse de la pratique catholique dans les années 1970, l'église est difficile à entretenir et la municipalité la ferme. Elle est démolie en juin 1982. Une chapelle portant le vocable de sainte Barbe a été réaménagée à proximité.